# Svjetsko prvenstvo u veslanju 2010.
Svjetsko prvenstvo u veslanju  koje se od 31. listopada do 7. studenog 2010. godine održava na jezeru Lake Karapiro blizu Hamiltona, na Novom Zelandu.

## Zemlje sudionice
- Australija
- Brazil
- Bjelorusija
- Češka
- Francuska
- Danska
- Grčka
- Hrvatska
- Hong Kong
- Italija
- Kanada
- NR Kina
- Mađarska
- Njemačka
- Nizozemska
- Novi Zeland
- Portugal
- Poljska
- Rumunjska
- Rusija
- SAD
- Slovačka
- Slovenija
- Srbija
- Švedska
- Ukrajina
- Ujedinjeno Kraljevstvo

## Rezultati
Pregled rezultata veslača i veslačica u svim natjecateljskim kategorijama.

### Muškarci
| Discipline u veslanju              | Zlato | Zlato   | Srebro | Srebro  | Bronca | Bronca  |
| ---------------------------------- | --- | ------- | --- | ------- | --- | ------- |
| Samac (M1x)                        | Češka Ondrej Synek | 6:47.49 | Novi Zeland Mahé Drysdale | 6:49.42 | Ujedinjeno Kraljevstvobr />Alan Campbell | 6:49.83 |
| Dvojac na pariće (M2x)             | Novi Zeland Nathan Cohen Joseph Sullivan | 6:22.63 | Ujedinjeno Kraljevstvo Matthew Wells Marcus Bateman                                                                                            | 6:24.21 | Francuska Cédric Berrest Julien Bahain | 6:28.54 |
| Četverac na pariće (M4x)           | Hrvatska David Šain Martin Sinković Damir Martin Valent Sinković                                                                                  | 6:15.78 | Italija Luca Agamennoni Simone Venier Matteo Stefanini Simone Raineri                                                                          | 6:17.04 | Australija Karsten Forsterling David Crawshay James McRae Daniel Noonan                                                                                      | 6:18.93 |
| Dvojac s kormilarom(M2+)           | Australija Christopher Morgan Dominic Grimm David Webster                                                                                         | 7:03.32 | Italija Paolo Perino Pierpaolo Frattini Andrea Lenzi                                                                                           | 7:04.38 | Njemačka Maximilian Munski Filip Adamski Albert Kowert | 7:06.20 |
| Dvojac bez kormilara (M2-)         | Novi Zeland Eric Murray Hamish Bond | 6:30.16 | Ujedinjeno Kraljevstvo Peter Reed Andrew Triggs-Hodge                                                                                          | 6:30.48 | Grčka Georgios Tziallas Ioannis Christou | 6:36.00 |
| Četverac bez kormilara (M4-)       | Francuska Jean-Baptiste Macquet Germain Chardin Julien Despres Dorian Mortelette                                                                  | 6:45.38 | Grčka Stergios Papachristos Ioannis Tsilis Nikolaos Gkountoulas Apostolos Gkountoulas                                                          | 6:47.15 | Novi Zeland Jade Uru Simon Watson Hamish Burson David Eade                                                                                                   | 6:48.38 |
| Osmerac (M8+)                      | Njemačka Gregor Hauffe Maximilian Reinelt Kristof Wilke Florian Mennigen Richard Schmidt Lukas Müller Toni Seifert Sebastian Schmidt Martin Sauer | 5:33.84 | Ujedinjeno Kraljevstvo Tom Broadway James Clarke Cameron Nichol James Foad Mohamed Sbihi Gregory Searle Tom Ransley Daniel Ritchie Phelan Hill | 5:34.46 | Australija William Lockwood Matthew Ryan Francis Hegerty Cameron McKenzie McHarg James Marburg Samuel Loch Nicholas Purnell Joshua Dunkley-Smith Toby Lister | 5:35.96 |
| Laki samac (LM1x)                  | Italija Marcello Miani | 7:05.82 | Slovačka Lukáš Babač | 7:08.19 | Mađarska Péter Galambos | 7:09.86 |
| Laki dvojac na pariće (LM2x)       | Ujedinjeno Kraljevstvo Zac Purchase Mark Hunter                                                                                                   | 7:13.47 | Italija Lorenzo Bertini Elia Luini | 7:15.88 | Novi Zeland Storm Uru Peter Taylor | 7:18.31 |
| Laki četverac na pariće (LM4x)     | Njemačka Jonathan Koch Lars Wichert Linus Lichtschlag Lars Hartig                                                                                 | 6:11.44 | Francuska Alexandre Pilat Pierre-Étienne Pollez Stany Delayre Frédéric Dufour                                                                  | 6:14.02 | Danska Steffen Jensen Martin Batenburg Christian Nielsen Hans Christian Sørensen                                                                             | 6:14.94 |
| Laki dvojac bez kormilara (LM2-)   | Francuska Fabien Tilliet Jean-Christophe Bette | 7:18.92 | Novi Zeland Graham Oberlin-Brown James Lassche                                                                                                 | 7:21.29 | Kanada Matt Jensen Rares Crisan | 7:23.79 |
| Laki četverac bez kormilara (LM4-) | Ujedinjeno Kraljevstvo Richard Chambers Paul Mattick Rob Williams Chris Bartley                                                                   | 6:10.71 | Australija Anthony Edwards Samuel Beltz Blair Tunevitsch Todd Skipworth                                                                        | 6:10.78 | NR Kina Lei Li Chenggang Yu Zhe Huang Zhongwei Li | 6:10.79 |
| Laki osmerac (LM8+)                | Njemačka Daniel Wisgott Robby Gerhardt Jan Lüke Lars Wichert Jochen Kühner Bastian Seibt Jost Schömann-Finck Martin Kühner Albert Kowert          | 5:48.61 | Australija Ross Brown Angus Tyers Blair Tunevitsch Alister Foot Nicholas Baker Darryn Purcell Thomas Bertrand Perry Ward David Webster         | 5:50.27 | Italija Luigi Scala Davide Riccardi Luca De Maria Armando Dell'Aquila Matteo Pinca Gennaro Gallo Livio La Padula Bruno Mascarenhas Vincenzo Di Palma         | 5:52.24 |

### Žene
| Discipline u veslanju          | Zlato | Zlato   | Srebro | Srebro  | Bronca | Bronca  |
| ------------------------------ | --- | ------- | --- | ------- | --- | ------- |
| Samac (W1x)                    | Švedska Frida Svensson | 7:47.61 | Bjelorusija Ekaterina Karsten | 7:47.79 | Novi Zeland Emma Twigg | 7:49.64 |
| Dvojac na pariće (W2x)         | Ujedinjeno Kraljevstvo Anna Watkins Katherine Grainger                                                                               | 7:04.70 | Australija Kerry Hore Kim Crow | 7:10.08 | Poljska Magdalena Fularczyk Julia Michalska | 7:14.40 |
| Četverac na pariće (W4x)       | Ujedinjeno Kraljevstvo Debbie Flood Beth Rodford Frances Houghton Annabel Vernon                                                     | 7:12.78 | Ukrajina Kateryna Tarasenko Olena Buryak Anastasiia Kozhenkova Yana Dementieva                                                                            | 7:14.95 | Njemačka Britta Oppelt Carina Baer Tina Manker Julia Richter                                                                                           | 7:15.26 |
| Dvojac bez kormilara (W2-)     | Novi Zeland Juliette Haigh Rebecca Scown                                                                                             | 7:17.12 | Ujedinjeno Kraljevstvo Helen Glover Heather Stanning | 7:20.24 | SAD Zsuzsanna Francia Erin Cafaro | 7:22.46 |
| Četverac bez kormilara (W4-)   | Nizozemska Chantal Achterberg Nienke Kingma Carline Bouw Femke Dekker                                                                | 7:21.09 | Australija Sarah Heard Sarah Cook Pauline Frasca Kate Hornsey                                                                                             | 7:23.99 | SAD Mara Allen Grace Luczak Adrienne Martelli Alison Cox                                                                                               | 7:24.56 |
| Osmerac (W8+)                  | SAD Anna Goodale Amanda Polk Jamie Redman Taylor Ritzel Esther Lofgren Eleanor Logan Meghan Musnicki Katherine Glessner Mary Whipple | 6:12.42 | Kanada Emma Darling Cristy Nurse Janine Hanson Rachelle De Jong Krista Guloien Ashley Brzozowicz Darcy Marquardt Andreanne Morin Lesley Thompson - Willie | 6:16.12 | Rumunjska Roxana Cogianu Ionela Zaharia Maria Diana Bursuc Ioana Crăciun Adelina Cojocariu Nicoleta Albu Camelia Lupaşcu Eniko Mironcic Teodora Stoica | 6:18.96 |
| Laki samac (LW1x)              | Njemačka Marie-Louise Dräger | 7:43.45 | Novi Zeland Louise Ayling | 7:48.48 | Italija Laura Milani | 7:49.04 |
| Laki dvojac na pariće (LW2x)   | Kanada Lindsay Jennerich Tracy Cameron                                                                                               | 8:06.20 | Njemačka Daniela Reimer Anja Noske | 8:07.33 | Grčka Christina Giazitzidou Alexandra Tsiavou | 8:09.14 |
| laki četverac na pariće (LW4x) | Njemačka Lena Müller Daniela Reimer Anja Noske Marie-Louise Dräger                                                                   | 6:44.94 | SAD Victoria Burke Kristin Hedstrom Ursula Grobler Abelyn Broughton                                                                                       | 6:47.99 | NR Kina Yan Shimin Wang Xinnan Liu Jing Liu Tingting                                                                                                   | 6:49.50 |

## Tablica medalja
| Mjesto | Država                 | Zlato | Srebro | Bronca | Ukupno |
| ------ | ---------------------- | ----- | ------ | ------ | ------ |
| 1.     | Njemačka               | 5     | 1      | 2      | 8      |
| 2.     | Ujedinjeno Kraljevstvo | 4     | 4      | 1      | 9      |
| 3.     | Novi Zeland            | 3     | 3      | 3      | 9      |
| 4.     | Francuska              | 2     | 1      | 1      | 4      |
| 5.     | Australija             | 1     | 4      | 2      | 7      |
| 6.     | Italija                | 1     | 3      | 2      | 6      |
| 7.     | SAD                    | 1     | 1      | 2      | 4      |
| 8.     | Kanada                 | 1     | 1      | 1      | 3      |
| 9.     | Hrvatska               | 1     | 0      | 0      | 1      |
|        | Češka                  | 1     | 0      | 0      | 1      |
|        | Nizozemska             | 1     | 0      | 0      | 1      |
|        | Švedska                | 1     | 0      | 0      | 1      |
| 13.    | Grčka                  | 0     | 2      | 1      | 3      |
| 14.    | Bjelorusija            | 0     | 1      | 0      | 1      |
|        | Ukrajina               | 0     | 1      | 0      | 1      |
|        | Slovačka               | 0     | 1      | 0      | 1      |
| 17.    | NR Kina                | 0     | 0      | 2      | 2      |
| 18.    | Danska                 | 0     | 0      | 1      | 1      |
|        | Mađarska               | 0     | 0      | 1      | 1      |
|        | Poljska                | 0     | 0      | 1      | 1      |
|        | Rumunjska              | 0     | 0      | 1      | 1      |
|        | Total                  | 22    | 22     | 22     | 66     |

## Vanjske poveznice
- Službena stranica Svjetskog prvenstva u veslanju - Novi Zeland 2010.